# Zodarion judaeorum
Zodarion judaeorum är en spindelart som beskrevs av Levy 1992. Zodarion judaeorum ingår i släktet Zodarion och familjen Zodariidae.
Artens utbredningsområde är Israel. Inga underarter finns listade i Catalogue of Life.